# Cantonul Barbezieux-Saint-Hilaire
Cantonul Barbezieux-Saint-Hilaire este un canton din arondismentul Cognac, departamentul Charente, regiunea Poitou-Charentes, Franța.

## Comune
- Angeduc
- Barbezieux-Saint-Hilaire (reședință)
- Barret
- Berneuil
- Brie-sous-Barbezieux
- Challignac
- Guimps
- Lachaise
- Ladiville
- Lagarde-sur-le-Né
- Montchaude
- Saint-Aulais-la-Chapelle
- Saint-Bonnet
- Saint-Médard
- Saint-Palais-du-Né
- Salles-de-Barbezieux
- Vignolles